# Sinfonia n. 11 (Mozart)
La Sinfonia n. 11 in Re maggiore K 84/73q, un tempo, era considerata  indiscutibilmente opera di Wolfgang Amadeus Mozart. Il suo status, tuttavia, è stato messo in discussione e rimane incerto.

## Storia e dubbi di attribuzione
La composizione probabilmente risale al 1770 e, nel caso sia stata scritta da Mozart, potrebbe essere stata completata a Milano o a Bologna. Un antico manoscritto proveniente da Vienna attribuisce l'opera a Wolfgang, ma alcune partiture risalenti al XIX secolo considerano invece come autori rispettivamente Leopold Mozart e Carl Dittersdorf. Il musicologo Neal Zaslaw scrive: "Se compariamo i risultati di due analisi stilistiche del primo movimento della sinfonia con analisi di primi movimenti sicuramente composti dai tre personaggi nella stessa epoca, risulta che Wolfgang è il più probabile dei tre ad aver composto la sinfonia 73q".

## Struttura
La sinfonia è composta da tre movimenti: manca infatti il Minuetto e Trio. Kenyon afferma che esiste "qualcosa di speciale" in quest'opera, mentre Zaslaw trova un'"atmosfera Gluckiana" e qualche affinità con l'opera buffa nelle ripetute triplette del finale.
La strumentazione prevede due oboi, due corni, fagotto, archi e basso continuo.
I movimenti sono:
1. Allegro, 4/4
2. Andante, 3/8
3. Allegro, 2/4